# Brabrand Sø
Brabrand Sø ligger i Aarhus Ådal, som er en øst-vestgående tunneldal, dannet under sidste istid. Efter isafsmeltningen for ca. 10.000 år siden var ådalen en brakvandsfjord med forbindelse til Aarhus Bugt. Efterfølgende landhævning og aflejringer fik brakvandsområdet til at trække sig tilbage – søen blev dannet. Tidligere var søen større end i dag. For 200 år siden strakte den sig f.eks. ca 1 km længere vestpå. Vandstandssænkninger og aflejring af materiale har efterhånden reduceret søens areal til de nuværende 154 ha.
Rundt om søen løber noget af Brabrandstien. Denne strækning er 10 km lang og populær til cykel-, rulleskøjte- og løbeture. Søen er desuden hjem for Brabrand Rostadion, hvor byens lokale roklubber træner. Naturen omkring Brabrand Sø, skærer sig med Ådalen, som en grøn kile ind i Aarhus by og det er da også muligt (og tilladt) at sejle helt ind i midtbyen på Aarhus Å. Om nogle år vil der være fri passage til Aarhus Havn og dermed det åbne vand på Aarhus bugten. Det er et mål for Aarhus Kommune, at Brabrand Sø skal være attraktivt og nemt tilgængeligt for byens borgere.
Brabrandsøen er et betydningsfuldt tilholdssted for mange fuglearter, både de overvintrende og dem på træk.
Ifølge en gammel folkefortælling, skulle Brabrand Sø være dannet under en kølle-kamp mellem to kæmper i henholdsvis Hasle Høj og Borum Eshøj. Under den kamp slog kæmperne også Lading Sø og Geding Sø med deres store køller.

## Forhistoriske fund
Der har boet mennesker ved Brabrandsøen de sidste 6-7.000 år. Der er gjort en del arkæologiske fund, især omkring Rugholm (her er Haveforening nu med samme navn) i den østlige ende. Der blev foretaget videnskabelige udgravninger så tidligt som 1903 af Brabrand Fundet, men senere også i 1944 og Brabrand Sø er stadig aktuelt for udgravninger den dag i dag. Der er blevet gjort nye stenalderfund fra Ertebøllekulturen ved Rugholm, ved haveforeningen Søvangen og 7 helt nye lokaliteter omkring Høskoven - alle i den østlige ende - og så sent som i marts 2012 gjorde man et vigtigt fund ved Eskelunden i forbindelse med anlægget af en ny koncertplads. I den vestlige ende er der på nordsiden gjort stenalder- og bronzealder-fund i Laskedalen i 2003. Det giver indtryk af en omfattende bebyggelse i området gennem tiden.

## Miljøprojekter
Brabrandsøen har gennem tiden modtaget meget mudder, organisk materiale og næringsstoffer fra oplandet. Meget har bundfældet sig (især efter Aarhus Å blev reguleret) og har gjort søen ganske lavvandet med en meget stor koncentration af næringsstoffer i søvandet. Sammen med dårligt eller helt urensede tilløb fra virksomheder og boligområder (bl.a. via Døde Å), førte det efterhånden til en kraftig eutrofiering. Så tidligt som i 1959, blev der iværksat offentlige miljøprojekter i området. Først for at bevare dets æstetiske værdi for borgerne, men senere med øget fokus på forurening og miljøets bæredygtighed som også har inkluderet Aarhus bugten, som Aarhus Å afvander området til. Projekterne har været mange, langstrakte, nogle dyre og ikke altid helt vellykkede. Tilbageføring af Aarhus Ås slyngede forløb vest for søen, bortpumpning af fosfor- og nitrat-rigt mudder, beplantning med næringsopsugende pil i oplandet, nedlæggelse af tilstødende landbrugsaktiviteter (med gødning), rensning af spildevand, anlæggelsen af Årslev Engsø, osv.. Det senest afsluttede miljøforbedrende projekt har været en omfattende spildevandsrensning hos Aarhus Vand med et budget på kr 340 millioner.
Vandkvaliteten i og omkring Brabrand Sø er overordentlig vigtig. Ikke kun pga de beskrevne problemstillinger, men også fordi op mod 200.000 mennesker i Aarhusområdet modtager drikkevand fra grundvandet. Det pumpes op fra enten Stavtrup-området (domineret af det store Stavtrupværk og nogle små private kilder) syd for søen eller Åbo-området (med Åboværket) omkring Årslev Engsø længere mod vest.
Det langsigtede håb og mål for de offentlige instanser er, at genskabe det rigkærs miljø, som oprindeligt kendetegnede Brabrand Sø og samtid eliminere forureningen til og fra området. Vådområder med rigkær er en truet landskabstype herhjemme og Danmark er forpligtet internationalt, til at beskytte det. Brabrand Sø er i dag sammen med Årslev Engsø og de omliggende enge således Natura 2000 område (Plan 233) og også habitatområde.

## Fredning
Hele området omkring Brabrand Sø blev fredet i 1959 for at sikre udsigten over søen fra den nyanlagte Brabrandsti. Kendelsen fastsætter, at der ikke må bygges eller beplantes i området. Senere fredninger har udvidet området til områderne omkring Årslev Engsø og Aarhus Ådal.

## Flora og Fauna
Man har i Danmark drænet, nedlagt, forurenet eller omlagt mange vådområder gennem de sidste 200 år og det er i dag en truet landskabstype. Derfor er megen af den flora og fauna der er i og omkring Brabrand Sø også sjælden eller relativt sjælden herhjemme. Flere er på den danske rødliste (under den internationale IUCN Red List). Enkelte er tillige beskyttet af EUs habitat direktiver. Her er nogle få eksempler:
- Der vokser forskellige fladbælg planter ved Brabrand Sø. Blandt andet Knold-fladbælg, som er sjælden i Danmark og Kær-fladbælg, der er relativt sjælden.
- Skestorken er fundet her ved flere lejligheder. Den er sårbar (VU) og relativt sjælden her i Danmark.
- Den Sydlige Nattergal er fundet her og den er sjælden i Danmark.
- Drosselrørsangeren, som er sjælden og en truet (EN) art her i Danmark, findes her.
- Plettet rørvagtel er også fundet her. Den er næsten truet (NT) og relativt sjælden her i landet.
- Den Grønne Mosaikguldsmed er næsten truet (NT) og sjælden her i Danmark. De har været beskyttet under EUs habitat direktiv (Bilag IV) siden 1992.
- Der lever en population af Damflagermus i området og de er fredede under Natura 2000 (Plan 233). Damflagermusen er moderat truet (EN) i Vest-Europa, men måske kun næsten truet (NT) globalt set[21].

Brabrand Sø er herudover karakteriseret ved at være tilholdssted for mange af de mere almindelige dyre- og plantearter. Især fugle, insekter og vandplanter.

## Galleri
- Panorama over søen, set fra Brabrand Kirke
- Aftentide ved søen
- Den østlige ende
- Den vestlige ende
- Stadepladsen
- Brabrand Søpark

- Broen ved Århus Å udløbet i øst
- Brabrandstien. Gangsti og kørebane.
- Brabrandstien er del af Aarhus-Silkeborg ruten
- Fugletårn
- Udstrakte enge og græsningsarealer langs søbredden
- Våde enge
- Græssende kvæg